# Västra Roxen
Västra Roxen este o arie protejată (arie de protecție specială avifaunistică — SPA) din Suedia întinsă pe o suprafață de 3.576,4 ha, integral pe uscat.

## Localizare
Centrul sitului Västra Roxen este situat la coordonatele 58°29′10″N 15°35′34″E / 58.4861°N 15.5927°E.

## Înființare
Situl Västra Roxen a fost declarat arie de protecție specială avifaunistică în aprilie 2004 pentru a proteja 8 specii de animale.

## Biodiversitate
Situată în ecoregiunea boreală, aria protejată nu include niciun habitat protejat.
La baza desemnării sitului se află mai multe specii protejate de  păsări (8): buhai de baltă (Botaurus stellaris), Branta leucopsis, lebădă de iarnă (Cygnus cygnus), ferestrașul mare (Mergus merganser), Phalacrocorax carbo sinensis, pescăriță mare (Sterna caspia), chiră de baltă (Sterna hirundo), Sterna paradisaea.